# Diócesis de Kondoa
La diócesis de Kondoa (en latín: Dioecesis Kondoaën(sis), en inglés: Roman Catholic Diocese of Kondoa y en suajili: Jimbo Katoliki la Kondoa) es una circunscripción eclesiástica latina de la Iglesia católica en Tanzania, sufragánea de la arquidiócesis de Dodoma. La diócesis tiene al obispo Bernardine Mfumbusa como su ordinario desde el 12 de marzo de 2011. 

## Territorio y organización
La diócesis tiene 13 210 km² y extiende su jurisdicción sobre los fieles católicos de rito latino residentes en el distrito de Kondoa de la región de Dodoma.
La sede de la diócesis se encuentra en la ciudad de Kondoa, en donde se halla la Catedral del Espíritu Santo.
En 2019 en la diócesis existían 14 parroquias.

## Historia
La diócesis de Kondoa fue erigida el 12 de marzo de 2011 con la bula Cum ad provehendam del papa Benedicto XVI, obteniendo el territorio de la diócesis de Dodoma (hoy arquidiócesis).
Originalmente sufragánea de la arquidiócesis de Dar es-Salam, el 6 de noviembre de 2014 pasó a formar parte de la provincia eclesiástica de la arquidiócesis de Dodoma.

## Estadísticas
De acuerdo al Anuario Pontificio 2020 la diócesis tenía a fines de 2019 un total de 61 497 fieles bautizados.
| Año                                                                             | Población            | Población | Población      | Sacerdotes | Sacerdotes    | Sacerdotes    | Bautizados por sacerdote | Diáconos permanentes | Religiosos | Religiosos | Parroquias |
| Año                                                                             | Bautizados católicos | Total     | % de católicos | Total      | Clero secular | Clero regular | Bautizados por sacerdote | Diáconos permanentes | Varones    | Mujeres    | Parroquias |
| ------------------------------------------------------------------------------- | -------------------- | --------- | -------------- | ---------- | ------------- | ------------- | ------------------------ | -------------------- | ---------- | ---------- | ---------- |
| 2011                                                                            | 46 067               | 541 345   | 8.5            | 17         | 15            | 2             | 2710                     |                      | 0          | 87         | 9          |
| 2012                                                                            | 51 000               | 450 400   | 11.3           | 17         | 13            | 4             | 3000                     |                      | 4          | 74         | 11         |
| 2013                                                                            | 53 500               | 464 000   | 11.5           | 22         | 18            | 4             | 2431                     |                      | 4          | 74         | 11         |
| 2016                                                                            | 57 630               | 528 983   | 10.9           | 18         | 16            | 2             | 3201                     |                      | 6          | 75         | 12         |
| 2019                                                                            | 61 497               | 600 000   | 10.2           | 20         | 17            | 3             | 3074                     | 2                    | 3          | 78         | 14         |
| Fuente: Catholic-Hierarchy, que a su vez toma los datos del Anuario Pontificio. |                      |           |                |            |               |               |                          |                      |            |            |            |

## Episcopologio
- Bernardine Mfumbusa, desde el 12 de marzo de 2011